# Contacttalen
Contacttalen zijn talen die ontstaan zijn uit de vermenging van twee of meer andere talen. Contacttalen kunnen worden onderverdeeld in pidgins, creooltalen en mengtalen die niet tot een van de eerste twee groepen behoren. 

## Achtergrond
Op plekken waar mensen die verschillende talen spreken elkaar ontmoeten om bijvoorbeeld handel te drijven, ontstaat vaak een contacttaal. Deze taal heeft kenmerken en een woordenschat uit de verschillende grondtalen, maar vaak met een vereenvoudigde grammatica. Een voorbeeld hiervan is de Tok Pisin van Nieuw-Guinea en het Babamaleis van Singapore. Een contacttaal kan ook ontstaan als uiting van het behoren tot een bepaalde groep. Voorbeelden hiervan zijn de Nederlandse straattaal die vooral door jongeren wordt gebruikt, en het zogenaamde Murks.

## Pidgins en Creolen per basistaal
Een obelisk (†) signaleert dat de taal is uitgestorven.

### Gebaseerd op Afrikaanse talen
- Fanalagó
- Sango
- Lingala
- Kituba

### Gebaseerd op Engels
- Hawaïaans Pidgin/Creools
- Pitcairnees creool-Engels
- Amerindisch creool-Engels
- Gullah
- Belize creool-Engels
- Caribisch creool-Engels
- Sranantongo
- Saramaccaans
- Bush Negro
- Trinidad- en Tobago-Creools
- Guyana-Creools
- Anglo-Romani
- Shelta
- Inglés de Escalerilla
- Krio
- Merico
- Kru-English
- West-Afrikaans pidgin-Engels
- Kameroens pidgin-Engels
- St. Helena-Creools
- Madras Pidgin
- Chinese kust-pidgin†
- Japans Pidgin†
- Vietnamees Pidgin†
- Tok Pisin
- Solomons Pijin
- Bislama
- Kriol
- Norfolk-creool
- Maori Pidgin

### Gebaseerd op Deens en Duits
- Petuh

### Gebaseerd op Frans
- Michif
- Souriquoien
- Louisiana creool-Frans
- Haïtiaans creool-Frans
- Antillen-Creools
- Frans-Guyana-Creools
- Franco-Spaans Pidgin
- Noord-Afrikaans pidgin-Frans
- Sabir†
- Petit-Nègre†
- Réunion
- Mauritiaans creool-Frans
- Rodrigues-Creools
- Seychellois
- Tay Boy†
- New Caledonisch Pidgin†

### Gebaseerd op Maleis
- Babamaleis

### Gebaseerd op Nederlands
- Negerhollands van de Amerikaanse Maagdeneilanden†
- Berbice-Nederlands†
- Skepi
- Javindo†
- Petjo
- "Mohawk Dutch
- "Negro Dutch"
- Leeg Duits ("Low Dutch", "Albany Dutch", "Jersey Dutch")
- Afrikaans of Kaap-Hollands
- Pidgintalen op basis van het Afrikaans
- Heerlens

### Gebaseerd op Noors
- Russenorsk†

### Gebaseerd op Portugees
- Nikari Karu Pidgin†
- Braziliaans creool-Portugees
- Kaapverdisch-Creools
- Kryõl
- Crioulo
- Golf van Guinee-Portugees
- Sri Lanka-Portugees
- Goanees
- Indiaas-Portugees
- Makista
- Papia Kristang
- Papiaments
- Jakarta-Portugees

### Gebaseerd op Spaans
- Pachuco
- Pidgin-Spaans
- Creool-Spaans
- Trinidad- en Tobago-Creools
- Cocoliche
- Inglés de Escalerilla
- Caviteño
- Ermitaño
- Zamboangueño

### Overige contacttalen
- Straattaal
- Murks